# Abschied vom Meer (EP)
Abschied vom Meer ist das 38. Extended-Play-Album des österreichischen Schlagersängers Freddy Quinn, das 1966 im Musiklabel International Polydor Production (Nummer 60 115) in Frankreich hergestellt und veröffentlicht wurde. Der Druck geschah durch Dillard et Cie. Imp. Paris und der Acetatlackschnitt durch Société Phonographique Philips.

## Schallplattenhülle
Auf der Schallplattenhülle ist ein nachdenklich wirkender Freddy Quinn, der einen blauen Rollkragenpullover und darüber eine außen schwarze und innen rote Jacke mit Reißverschluss trägt. Am oberen Ende der Hülle ist in Großschreibung mit großem Schriftgrad und blauen Schriftzeichen „Freddy“ zu lesen. Der EP-Titel steht in weißer Schriftzeichen am unteren Ende, über dem Bild von Freddy Quinn. Links vom Bild ist der Titel So schnell sieht ein Seemann nicht black in schwarzen Schriftzeichen aufgeschrieben.

## Musik
Abschied vom Meer wurde von Lotar Olias und Walter Rothenburg geschrieben. So schnell sieht ein Seemann nicht black stammt aus der Feder von Fritz Graßhoff und Lotar Olias.
Adios Mexico ist eine Coverversion des Volksliedes La barca de oro, Quinns Version wurde von Günter Loose adaptiert.
5000 Meilen von zu Haus ist im Original das Lied 500 Miles von The Journeymen (1961), das von Hedy West, Bobby Bare und Charles A. Williams geschrieben wurde. Auch dieses Stück wurde von Günter Loose adaptiert.
Alle vier Lieder wurden im Jahr 1965 als Single veröffentlicht.

## Titelliste
Das Album beinhaltet folgende vier Titel:
- Seite 1

1. Abschied vom Meer
2. So schnell sieht ein Seemann nicht black

- Seite 2

1. Adios Mexico
2. 5000 Meilen von zu Haus